# André Tabourian
André Tabourian est un homme politique libanais d’origine arménienne.
Membre du parti Dashnak (Tachnag), il est entre 1964 et 1972 député arménien orthodoxe du Metn. Il retrouve le Parlement à la fin des années 1990 comme député de Beyrouth.
Retiré depuis 2000 de la vie politique, son fils, Alain Tabourian, a occupé différents postes ministériels dans les gouvernements de Omar Karamé et Najib Mikati entre 2004 et 2005.